# Albumy numer jeden w roku 2015 (Węgry)
Rok 2015 był dwudziestym szóstym, w którym funkcjonowała lista najlepiej sprzedających się albumów na Węgrzech, Top 40 album-, DVD- és válogatáslemez-lista.

## Historia notowania
| Data publikacji | Album                       | Wykonawca                 | Źródło |
| --------------- | --------------------------- | ------------------------- | ------ |
| 29 grudnia      | A Játékkészítő              | muzyka musicalowa         | [ 1 ]  |
| 5 stycznia      | Csak a név számít           | Dynamic                   | [ 2 ]  |
| 12 stycznia     | Mindenkinek igaza van       | Intim Torna Illegál       | [ 3 ]  |
| 19 stycznia     | Listen                      | David Guetta              | [ 4 ]  |
| 26 stycznia     | Urai vagyunk a helyzetnek   | Tankcsapda                | [ 5 ]  |
| 2 lutego        | Wallflower                  | Diana Krall               | [ 6 ]  |
| 9 lutego        | Enigma                      | Kalapács                  | [ 7 ]  |
| 16 lutego       | Oltalmadat remélem          | Hungarica                 | [ 8 ]  |
| 23 lutego       | Urai vagyunk a helyzetnek   | Tankcsapda                | [ 9 ]  |
| 2 marca         | Urai vagyunk a helyzetnek   | Tankcsapda                | [ 10 ] |
| 9 marca         | Rebel Heart                 | Madonna                   | [ 11 ] |
| 16 marca        | A sólyom népe               | Edda Művek                | [ 12 ] |
| 23 marca        | A sólyom népe               | Edda Művek                | [ 13 ] |
| 30 marca        | …For Life                   | ByTheWay                  | [ 14 ] |
| 6 kwietnia      | Vazul vére                  | opera rockowa             | [ 15 ] |
| 13 kwietnia     | Lélekerő                    | Ossian                    | [ 16 ] |
| 20 kwietnia     | Lélekerő                    | Ossian                    | [ 17 ] |
| 27 kwietnia     | Lélekerő                    | Ossian                    | [ 18 ] |
| 4 maja          | Rajzoljunk álmokat!         | Republic                  | [ 19 ] |
| 11 maja         | Tribute album               | Ganxsta Zolee és a Kartel | [ 20 ] |
| 18 maja         | Tribute album               | Ganxsta Zolee és a Kartel | [ 21 ] |
| 25 maja         | Rajzoljunk álmokat!         | Republic                  | [ 22 ] |
| 1 czerwca       | Tribute album               | Ganxsta Zolee és a Kartel | [ 23 ] |
| 8 czerwca       | Tribute album               | Ganxsta Zolee és a Kartel | [ 24 ] |
| 15 czerwca      | Tribute album               | Ganxsta Zolee és a Kartel | [ 25 ] |
| 22 czerwca      | Tribute album               | Ganxsta Zolee és a Kartel | [ 26 ] |
| 29 czerwca      | Tribute album               | Ganxsta Zolee és a Kartel | [ 27 ] |
| 6 lipca         | Tribute album               | Ganxsta Zolee és a Kartel | [ 28 ] |
| 13 lipca        | Tribute album               | Ganxsta Zolee és a Kartel | [ 29 ] |
| 20 lipca        | Tribute album               | Ganxsta Zolee és a Kartel | [ 30 ] |
| 27 lipca        | Tribute album               | Ganxsta Zolee és a Kartel | [ 31 ] |
| 3 sierpnia      | Tribute album               | Ganxsta Zolee és a Kartel | [ 32 ] |
| 10 sierpnia     | Tribute album               | Ganxsta Zolee és a Kartel | [ 33 ] |
| 17 sierpnia     | Rajzoljunk álmokat!         | Republic                  | [ 34 ] |
| 24 sierpnia     | Visszaesők                  | Sing Sing                 | [ 35 ] |
| 31 sierpnia     | The Book of Souls           | Iron Maiden               | [ 36 ] |
| 7 września      | Lonely Hearts' Boulevard    | Paddy and the Rats        | [ 37 ] |
| 14 września     | The Book of Souls           | Iron Maiden               | [ 38 ] |
| 21 września     | The Book of Souls           | Iron Maiden               | [ 39 ] |
| 28 września     | Még egyszer                 | Ákos                      | [ 40 ] |
| 5 października  | Még egyszer                 | Ákos                      | [ 41 ] |
| 12 października | Még egyszer                 | Ákos                      | [ 42 ] |
| 19 października | Még egyszer                 | Ákos                      | [ 43 ] |
| 26 października | Még egyszer                 | Ákos                      | [ 44 ] |
| 2 listopada     | Még egyszer                 | Ákos                      | [ 45 ] |
| 9 listopada     | Jubileum 25 (Főnix Koncert) | Tankcsapda                | [ 46 ] |
| 16 listopada    | Jubileum 25 (Főnix Koncert) | Tankcsapda                | [ 47 ] |
| 23 listopada    | Jubileum 25 (Főnix Koncert) | Tankcsapda                | [ 48 ] |
| 30 listopada    | Jubileum 25 (Főnix Koncert) | Tankcsapda                | [ 49 ] |
| 7 grudnia       | Jubileum 25 (Főnix Koncert) | Tankcsapda                | [ 50 ] |
| 14 grudnia      | 25                          | Adele                     | [ 51 ] |
| 21 grudnia      | Jubileum 25 (Főnix Koncert) | Tankcsapda                | [ 52 ] |
| 28 grudnia      | A Játékkészítő              | muzyka musicalowa         | [ 53 ] |